# Robert S. Garnett
Pour les articles homonymes, voir Garnett.
Vous pouvez aider à l'améliorer ou bien discuter des problèmes sur sa page de discussion.
- Son contenu est peut-être sujet à caution et doit absolument être sourcé. Si vous connaissez le sujet traité ici, vous pouvez le retravailler à partir de sources pertinentes en utilisant notamment les notes de bas de page. (Marqué depuis novembre 2022)
- Son texte doit être wikifié : il ne correspond pas à la mise en forme Wikipédia (style, typographie, liens internes, liens entre les wikis, etc.). (Marqué depuis novembre 2022)
- Les conventions bibliographiques ne sont pas respectées. La bibliographie et les liens externes sont à corriger. (Marqué depuis novembre 2022)
- Il n’est pas rédigé dans un style encyclopédique. (Marqué depuis novembre 2022)

- Archive Wikiwix
- Bing
- Cairn
- DuckDuckGo
- E. Universalis
- Gallica
- Google
- G. Books
- G. News
- G. Scholar
- Persée
- Qwant
- (zh) Baidu
- (ru) Yandex
- (wd) trouver des œuvres sur Wikidata

Robert Selden Garnett (1789-1840) était un homme politique et un avocat de Virginie du XIXe siècle. Il était le frère de James M. Garnett (en) et le cousin germain de Charles F. Mercer (en). Il a été membre de la Chambre des représentants des États-Unis de 1817 à 1827.

## Biographie
Robert S. Garnett est né le 26 avril 1789 à Mount Pleasant, près de Loretto (en), en Virginie. Il fait ses études au College of New Jersey, ancien nom de l'université de Princeton. Il a étudié le droit et a été admis au barreau, commençant à exercer à Lloyds (en), en Virginie. Garnett devient membre de la Chambre des délégués de Virginie en 1816 et 1817 et est élu à la Chambre des représentants des États-Unis en 1816, où il siège de 1817 à 1827 à la fois comme démocrate-républicain et comme jacksonien. Il n'est pas candidat à la réélection en 1826 et continue à pratiquer le droit à Lloyds jusqu'à sa mort.

## Mort
Robert Selden Garnett décède le 15 août 1840 dans sa propriété appelée "Champlain (en)" à Lloyds (en). Il est enterré dans le cimetière familial du domaine.

## Postérité
Il s'est marié et a eu des enfants de Charlotte de Gouges, petite-fille de la féministe française Olympe de Gouges, qui a été exécutée pendant le règne de la Terreur sur la place de la Concorde. 

## Sources
(novembre 2022).
- Si vous ne connaissez pas le sujet, laissez ce bandeau (vous pouvez alors contacter les auteurs).
- Si vous supprimez le contenu mis en cause (vous pouvez préalablement contacter les auteurs),

argumentez précisément cette suppression dans la page de discussion
(un manque de référence n'est pas un argument ; une recherche réelle de référence doit avoir été effectuée, être formellement documentée).

### Bibliothèque publique de Boston
- Papiers : 1824, 1 article. Une lettre de Robert S. Garnett à John Quincy Adams écrite le 7 février 1824. Dans cette lettre, Garnett envoie deux copies du New views of the Constitution du colonel Taylor à M. Adams avec la demande que Adams en garde une et donne l'autre à son père.

### Bibliothèque de l'université de Virginie
- Papiers : 1824, 1 article. Une lettre de James Mercer Garnett à son frère, Robert Selden Garnett, écrite le 15 mai 1824. Dans cette lettre, James Garnett demande à son frère de faire suivre une lettre, annule une demande d'achat de livre et s'enquiert des frais d'impression d'un pamphlet.
- Papiers : Dans les papiers de Thomas Jefferson, 1785-1822, 8 pièces. Parmi les autres auteurs, Robert Selden Garnett.

### Société historique de Virginie
- Papiers : 1819-1833, 10 éléments. Les papiers de Robert Selden Garrett comprennent sa correspondance (à Loretto, Essex County, Va. et Washington) avec John Quincy Adams (concernant Richard Bland Lee), James Mercer Garnett (de "Elmwood," Essex County, Va.), James Saul, et Smith Thompson (concernant John Marshall et John Ruffin) ; une lettre écrite par James Mercer Garnett à Gales & Seaton de Baltimore, Md. et le sceau de James Mercer Garnett.
- Papiers : 1833, 36 pages. Une lettre de Henry Lee à William Berkeley Lewis écrite le 26 juillet 1833. Les sujets abordés dans la lettre incluent Robert Selden Garnett.
- Papiers : 1824, 1 page. Lettre d'Henry Lee à Robert Selden Garrett écrite le 1er janvier 1824. Dans cette lettre, Lee écrit à propos d'une demande de Robert Selden Garnett de demander au président James Monroe la permission de citer une des lettres de Monroe à son père, Henry Lee, dans un livre à venir. Cette lettre est une photocopie ; la lettre originale se trouve dans la collection Alexander William Armour, Princeton, N.J.
- Papiers : Dans les papiers de William Garnett Chisolm, 1749-1955, environ 1 784 articles. Parmi les autres auteurs figure Robert Selden Garnett.
- Papiers : Dans le dossier de la famille Preston, 1773-1862, 249 documents. Parmi les personnes représentées, Robert Selden Garnett.
- Papiers : Dans le dossier de la famille Tayloe, 1650-1970, 6 documents. Parmi les personnes représentées, Robert Selden Garnett.
- Papiers : Dans le dossier de la famille Ware, 1748-1981, 134 pièces. Parmi les correspondants, Robert Selden Garnett.